# Petelinji zajtrk (roman)
Petelinji zajtrk (COBISS) je roman Ferija Lainščka; izšel je leta 1999 pri Pomurski založbi. Zgodba je umeščena v avtomobilsko delavnico, kjer liki sanjajo o prijateljstvu in ljubezni. Po romanu je bila posneta radijska nadaljevanka v petih delih in film, kateri je prejel vrsto nagrad.

## Vsebina
Roman spremlja skupino prijateljev z mestnega roba, ki se zbirajo okrog čudaškega mehanika Gajaša. Tu so gostilniški popevkar Malačiči, melanholični profesor filozofije Batistula, vodja voznega parka Pavlica, zobozdravnik s pomenljivim priimkom Zobar ter lastnik lokalne nočne scene Lepec. Življenje vsakega izmed njih zaznamujejo nemoč in hkrati neugodena želja po spremembah, robatost govorice in dejanj na eni ter romantizirano, še pogosteje erotizirano hrepenenje na drugi strani. Najpogosteje pa se njihov vsakdan konča zgolj z novim zaznamkom na dolgem seznamu prečutih pivskih noči, v katerih modrujejo o pravičnosti in politiki, o prijateljstvu in ljubezni. Prav ljubezen pa je tista, ki nevarno zaplete usode omenjene druščine, ko se v njihovo bližino naseli Gajašev vajenec Dj, ki se zaljubi v Lepčevo ženo Bronjo. Vajenec je tudi tisti, ki pripoveduje svojo ljubezensko zgodbo. 

## Priredbe
Po romanu je bil posnet film z naslovom Petelinji zajtrk, katerega režiser je Marko Naberšnik.

## Izdaja
Roman je bil izdan pri Pomurski založbi leta 1999. (COBISS)